# Mars 2MV-3 No.1
Mars 2MV-3 No.1 (också känd som Sputnik 24, Beta Xi 1, Korabl 13, och Mars 1962B) var ett försök att landa på planeten Mars 1962 som misslyckades. Farkosten var en del av det sovjetiska Marsprogrammet. När rymdsonden skulle lämna sin omloppsbana runt jorden, bröts den i bitar.